# Blocare (internet)

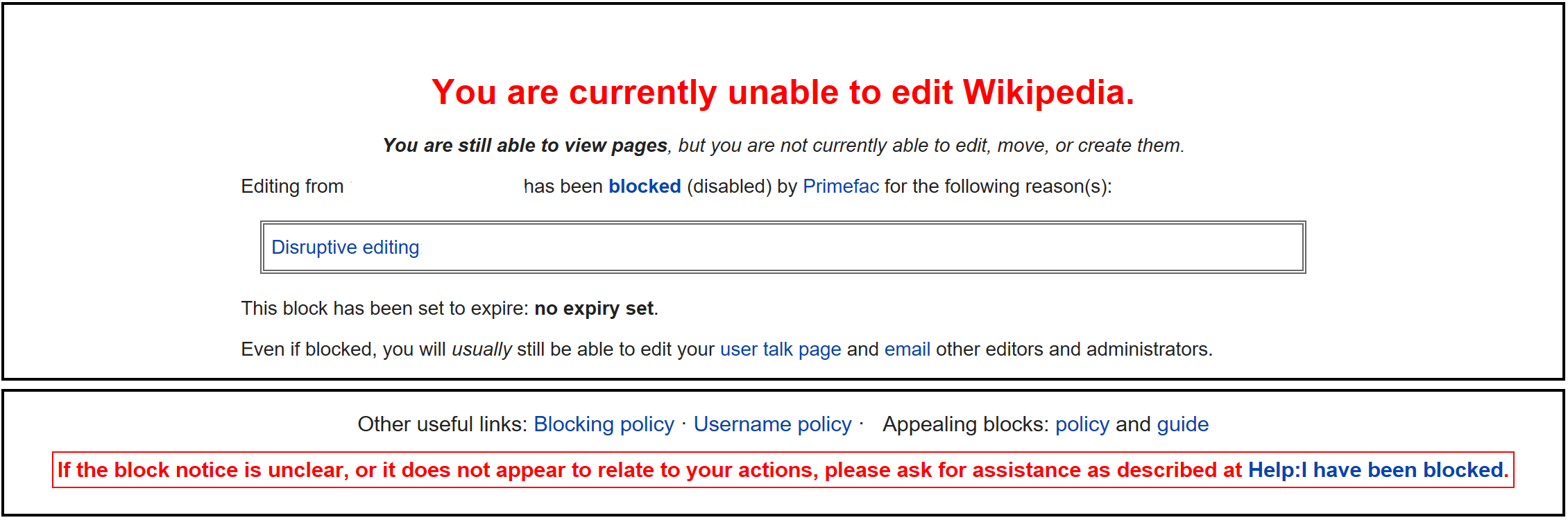
O notificare care informează un utilizator cu privire la blocarea sa pe Wikipedia în engleză

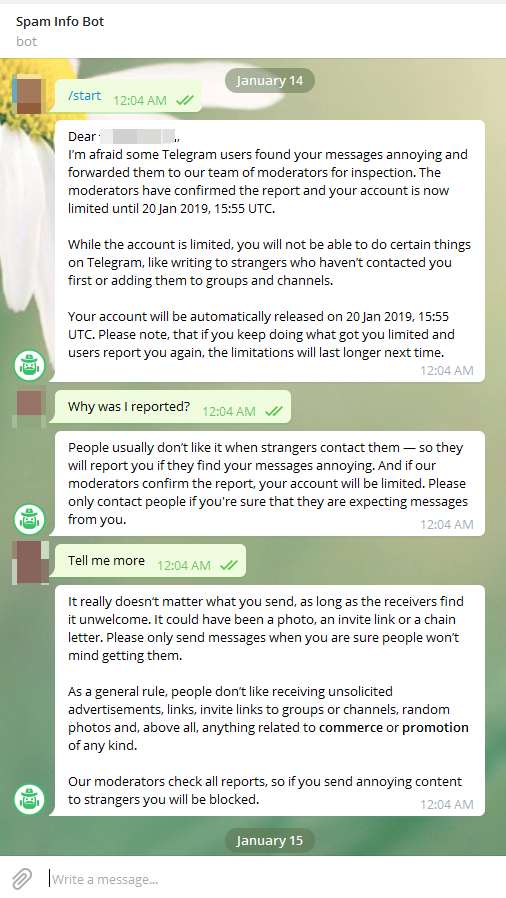
Un utilizator Telegram este blocat.

Pe internet, blocarea sau interdicția de a posta conținut este o măsură tehnică menită să restricționeze accesul la informații sau resurse. 
Blocarea se poate referi și la interzicerea accesului la un server web pe baza adresei IP a computerului. Pe anumite site-uri web, inclusiv rețele sociale, cum ar fi Facebook sau baze de date editabile, cum ar fi wiki-urile, utilizatorii pot aplica blocări (pe baza numărului IP sau a contului) altor utilizatori considerați indezirabili pentru a-i împiedica să efectueze anumite acțiuni. Blocările de acest fel pot apărea din mai multe motive și produc efecte diferite: în rețelele sociale, utilizatorii pot bloca alți utilizatori fără restricții, de obicei împiedicându-i să trimită mesaje sau să vizualizeze informațiile sau profilul blocatorului. Administratorii, moderatorii sau alți utilizatori privilegiați pot aplica blocări care afectează accesul utilizatorilor nedoriți la întregul site web.

## Blocarea pe internet în diferite țări
Unele țări, în special China și Singapore, blochează accesul la anumite informații de știri. În Statele Unite, Legea privind protecția internetului pentru copii (Children's Internet Protection Act) impune școlilor care beneficiază de reduceri finanțate federal pentru accesul la internet să instaleze software de filtrare care blochează conținutul obscen, pornografia și, acolo unde este cazul, conținutul „dăunător pentru minori”.

## Blocarea unui site ca formă de interzicere a accesului
Utilizatorii blocați sau al căror acces este refuzat le poate fi imposibil să acceseze întreg conținutul unui site, sau o parte din conținut, ceea se întâmplă, de obicei, în cazul în care blocarea s-a realizat prin mecanisme de cenzură sau de filtrare.
Blocarea este folosită de moderatorii și administratorii rețelelor sociale și forumurilor pentru a interzice accesul utilizatorilor care au încălcat regulile în mod repetat, pentru a asigura o discuție pașnică și ordonată. Motivele cele mai des întâlnite pentru blocare sunt spam-ul, trollingul și flamingul, sau, în cazul site-urilor wiki precum Wikipedia, vandalismul și alte tipuri de editare care nu este constructivă. Unii critică cazurile de blocare a accesului de către administratorii de site-uri web mari, cum ar fi Twitter, spunând că aceste interdicții pot fi motivate politic sau financiar. Cu toate acestea, site-urile web au dreptul legal de a decide cine are voie să posteze, iar utilizatorii răspund adesea „votând cu picioarele” și mergând într-un loc în care administratorii consideră comportamentul lor acceptabil.
Pe Facebook, este posibil ca utilizatorii care pot face acțiuni privilegiate să revoce posibilitatea altor utilizatori de a posta sau de a contacta alte persoane pe platformă. 
Pe site-urile wiki precum Wikipedia și Wikimedia Commons, administratorii (voluntari cu privilegii speciale asociate conturilor lor) pot retrage dreptul unor utilizatori de a contribui la întregul site. Acest lucru ar însemna că utilizatorul căruia i-a fost retras dreptul de a contribui nu mai poate încărca imagini, nu mai poate edita, crea sau muta pagini. Totuși, această interdicție nu le afectează capacitatea pentru a citi paginile de pe site. În mod normal, astfel de retrageri de drepturi sunt făcute cu motiv întemeiat, cum ar fi vandalizarea paginilor sau încărcarea de conținut cu drepturi de autor după mai multe avertismente. Când un utlizator încearcă să editeze conținut, poate vedea faptul că i-au fost retrase drepturile, iar motivul retragerii drepturilor e făcut public. Administratorii care blochează utilizatorii în mod necorespunzător pot fi revocați.
În cazul unei interdicții de a posta de tip "shadow ban", adică o interdicție care nu este evidentă, asemenea unei umbre, unui utilizator i se dă impresia falsă că conținutul său este încă postat pe site, când în realitate este ascuns de toți ceilalți utilizatori.

### Încerări de a evita efectele unei blocări
Încercarea de a evita efectele unei blocări sau a restricționării accesului se rezumă la tehnici prin care o persoană caută să acceseze sau să posteze informație, deși contului său i se interzice acest lucru în mod permanent sau doar temporar. Conturile alternative create de persoane care caută să evite interdicțiile de pe site-uri web sunt denumite conturi marionetă (sock puppets).
Încercările de a evita efectele unei blocări sau a interzicerii accesului pot fi detectate folosind adresa IP a unui utilizator. Dacă două conturi folosesc aceeași adresă IP, ar putea fi un semn că utilizatorul încearcă să evite blocarea accesului. De asemenea, utilizarea unui VPN, care are ca efect schimbarea adresei IP a unui utilizator în mod drastic, într-un interval scurt de timp, poate fi, de asemenea, un semn că utilizatorul încerca să ocolească blocarea accesului. O altă tehnică de evitare a efectelor blocării se observă atunci când postările sau alte contribuții din două conturi arată la fel sau asemănător. Pe site-uri în care același e-mail poate fi asociat cu mai multe conturi, e-mailurile identice sau similare pot fi un semn al încerăcii de evitare a blocării. Utilizatorii cărora li s-a interzis accesul pe un site pentru încercările lor de a evita efectele unor interdicții anterioare pot fi puși în imposibilitatea de a contesta acestă decizie. 
Atunci când creează conturi marionetă, cei care caută să evite efectele unri blocări folosesc o varietate de tactici pentru a ascunde faptul că noul cont a fost creat de un utilizator anterior sancționat, cum ar fi alegerea numelor de utilizator fără nicio legătură cu conturile defuncte, o adresă de e-mail alternativă, VPN-uri sau servere proxy pentru a masca adresa lor IP, schimbându-și adresa IP (uneori fiind nevoie doar să se bazeze pe o adresă IP dinamică pentru a o schimba automat după un timp) sau folosind site-ul din locații publice cu acces la Internet, cum ar fi școli și biblioteci, sau recurgând la utilizarea proxy-urilor deschise . Alte măsuri posibile includ modificarea modului în care se comportă și manifestarea unui comportament diferit pentru a împiedica moderatorii să stabilească că sunt aceeași persoană. 

## Blocarea utilizatorilor pe rețelele sociale
Pe site-urile de rețele sociale precum Facebook, utilizatorii pot bloca alți utilizatori, ceea ce împiedică utilizatorul pe care l-au blocat să vadă lucruri de pe profilul celor care au efectuat blocarea, sau să-i contacteze.  O astfel de blocare este adesea reciprocă, ceea ce înseamnă că și utilizatorul care blochează nu mai poate vedea conținutul celor blocați.  De obicei, utilizatorii nu sunt notificați că au fost blocați și astfel de blocări pot fi private. Pe Facebook, utilizatorii nu pot rebloca un utilizator pe care l-au deblocat timp de 48 de ore după deblocare. 